# Adsumus Sancte Spiritus
Adsumus Sancte Spiritus je kršćanska molitva koja se moli kao zaziv Duha Svetoga.

## Povijest
Molitva se, prema kršćanskoj tradiciji, pripisuje svetom Izidoru Seviljskom. Stoljećima se ova molitva molila tijekom koncila, sinoda ili drugih prilika kada se Crkva okuplja. Tijekom Drugog vatikanskog koncila, ova se molitva recitirala na početku svake sjednice kako bi se zazvao Duh Sveti. Povodom Biskupske sinode koja je započela 2021. godine, napravljeni su prijevodi na različite jezike, čime je tekst pojednostavljen radi lakšeg korištenja.
| Hrvatska inačica Stojimo pred tobom, Duše Sveti, sabrani u tvoje ime. Povjeravamo se samo tebi da nas vodiš: nastani se u srcima našim, pokaži nam put kojim nam je ići i nauči nas njime pravo hoditi. Slabi smo i grješni, ali ti nas čuvaj da ne budemo nositelji nesklada. Ne dopusti da nas neznanje odvede na pogrješan put i da površnost ravna našim djelima. Udijeli nam da u tebi pronađemo mjesto jedinstva kako bismo zajedno kročili prema vječnomu životu, ne udaljujući se nikada od puta istine ni od onoga što je ispravno. Za sve to molimo tebe, koji djeluješ na svakome mjestu i u svakome vremenu, u zajedništvu s Ocem i Sinom, u vijeke vjekova. Amen | Latinska inačica Adsumus, Domine Sancte Spiritus, peccati quidem immanitate detenti, sed in nomine tuo specialiter aggregati: veni ad nos, adesto nobis; dignare illabi cordibus nostris: doce nos, quid agamus; quo gradiamur ostende; quid efficiamus, operare. Esto solus et suggestor, et effector judiciorum nostrorum, qui solus cum Deo Patre, et ejus Filio nomen possides gloriosum: non nos patiaris perturbatores esse justitiae, qui summe diligis aequitatem; ut sinistrum nos non ignorantiae trahat; non favor inflectat; non acceptio muneris, vel personae corrumpat: sed junge nos tibi efficaciter solius tuae gratiae dono, ut simus in te unum, et in nullo deviemus a vero; quatenus in nomine tuo collecti, sic in cunctis teneamus cum moderamine pietatis justititiam, ut hic a te in nullo dissentiat sententia nostra, et in futuro pro bene gestis consequamur praemia sempiterna. Amen |